# Fuad (prenom)
Fuad és un nom masculí àrab (àrab: فؤاد, Fuʾād) que literalment significa ‘coratge’, o també ‘cor’, ‘ment’, ‘esperit’. Si bé Fuad és la transcripció normativa en català del nom en àrab clàssic, també se'l pot trobar transcrit Fouad, Fuaad, Foud, Foad, Fuat… Aquest nom també el duen musulmans no arabòfons que l'han adaptat a les característiques fòniques i gràfiques de la seva llengua: àzeri: Fuad; bosnià: Fuad; turc: Fuad.